# Проценко, Виктор Львович
Виктор Львович Проценко (12 августа 1910, Новый Буг, Новобугская волость, Херсонский уезд, Херсонская губерния — ?) — советский военачальник, полковник (1944), участник Советско-финляндской и Великой Отечественной войн.

## Биография
С 12 феврале 1930 года служил в Рабоче-крестьянской Красной армии. 12 февраля 1930 года был назначен командиром танкового взвода, а в дальнейшем помощником начальника штаба батальона в 24-м отдельном танковом батальоне.
В октябре 1938 года он занимал должность командира танковой роты 2-го танкового батальона, а затем начальника штаба танкового батальона 35-й отдельной танковой бригады.
В 1939—1940 годах участвовал в Советско-финляндской войне.
В начале Великой Отечественной войны он занимал должность помощника начальника штаба 11-го запасного танкового полка и начальник штаба 12-го запасного танкового полка Ленинградского военного округа. С июня 1942 по апрель 1943 года прибывал в должности начальник штаба 220-й танковой бригады, а с 16 августа 1943 года по 15 апреля 1944 год являлся её командиром. В это время бригада находилась в распоряжение 67-й армии и была создана полковая тактическая группа, которую возглавлял Проценко. Задачей группы являлось проведения боевых действий южнее Пскова, с которой он и его бригада справились. В составе той же 67-й армии, с 8 января 1943 года, бригада участвовала в наступательной операции «Искра» с целью прорыва блокады Ленинграда.
В составе войск 42-й армии, с 16 января 1944 года, бригада участвовала в Красносельско-Ропшинской операции, но с 1 апреля 1944 года снова была в распоряжение 67-й армии Ленинградского фронта.
С 6 июля по 9 декабря 1944 года он командовал 1-й Ленинградской танковой бригадой и участвовал в Выборгской операции на Карельском перешейке. В августе 1944 года бригада была подчинена 2-й ударной армии и участвовала в Таллинской операции.
В сентябре 1944 года он так же был назначен исполняющим обязанности командира подвижной танковой группы 2-й ударной армии.
С марта 1945 по март 1946 годов проходил академические курсы усовершенствования офицерского состава при Военной академии механизации и моторизации РККА (ВАММ РККА) имени И. В. Сталина.
В феврале 1951 года был назначен командиром 48-го танкового полка и заместителем командира 20-й танковой дивизии.
С 23 января 1954 года в отставке.

## Награды
- 3 ордена Красного Знамени (21.06.1944[2], 01.10.1944[3], 03.11.1953[4]);
- орден Суворова II степени (21.02.1944)[5];
- 2 ордена Красной Звезды (11.04.1940, 24.06.1948)[4];
- орден Отечественной войны II степени (15.04.1943)[6];
- медаль «За боевые заслуги» (03.11.1944)[7];
- медаль «За оборону Ленинграда» (22.12.1942)[8];
- медаль «За победу над Германией в Великой Отечественной войне 1941—1945 гг.» (09.05.1945)[4];

Других государств
- орден «Легион почёта» степени офицер (США 26.06.1944)[9]

Приказы (благодарности) Верховного Главнокомандующего в которых отмечен В. Л. Проценко:
- за участие в боях за овладение городом и крепостью Выборг, приказ № 113 от 21 июня 1944 года;
- за участие в боях за овладение городом Пярну (Пернов) — важным портом в Рижском заливе, приказ № 192 от 23 сентября 1944 года